# میناتو یوشیدا
میناتو یوشیدا (ژاپنی: 吉田 実成都؛ زادهٔ ۱۷ فوریهٔ ۱۹۹۲) بازیکن فوتبال اهل ژاپن است.